# Claymont
Claymont ist eine US-amerikanische Stadt im New Castle County im US-Bundesstaat Delaware. Das U.S. Census Bureau hat bei der Volkszählung 2020 eine Einwohnerzahl von 9.895 ermittelt.
Die Stadt befindet sich bei den geographischen Koordinaten 39,80° Nord, 75,47° West. Das Stadtgebiet hat eine Größe von 5,5 km².

## Persönlichkeiten
Der US-amerikanische Präsident Joe Biden wuchs ab seinem zehnten Lebensjahr in Claymont auf.